# Vikingschipmuseum
Het Vikingschipmuseum (Deens: "Vikingeskibsmuseet") is een museum in Roskilde en is het Deense nationale museum voor schepen van de prehistorie tot de Middeleeuwen. Het Vikingschipmuseum is gebouwd in 1969. Het museum ligt aan de toeristische route die opkomst en ondergang van de Vikingen behandeld.

## Skuldelevschepen
Rond 1070 werden vijf Vikingschepen afgezonken bij Skuldelev in de Roskildefjord om de zeeinham beter te kunnen verdedigen. Deze schepen - ook wel de Skuldelevschepen genoemd - werden opgegraven in 1962. Ze zijn genummerd van 1 tot en met 6, maar later bleek dat nummer 2 en 4 van hetzelfde schip afkomstig waren; hierdoor zijn de schepen nu genummerd als 1, 2, 3, 5 en 6.
In de Museumshallen - het eerste deel van het in 1969 geopende museum - staan de vijf Skuldelevschepen tentoongesteld.

## Roskilde 6
In de jaren 90 werd het museum uitgebreid. Tijdens de werkzaamheden zijn de resten van negen vikingschepen aangetroffen. Het zesde schip - gevonden in februari 1997 - betreft een langschip uit 1025 na Chr., met een lengte van 36 meter en met ruimte voor een bemanning van maximaal 100 personen. Dit schip is eveneens tentoongesteld in het museum.

## Museumeiland
In 1997 werd het museumeiland (Deens: Museumsøen) geopend. Hier is een scheepswerf te vinden waar met historisch gereedschap diverse Vikingschepen - waaronder de vijf Skuldelevschepen - zijn nagebouwd. Deze schepen liggen in de bijbehorende haven. In de zomerperiode worden de schepen gebruikt voor zeiltochten.